# Jacksonville State University

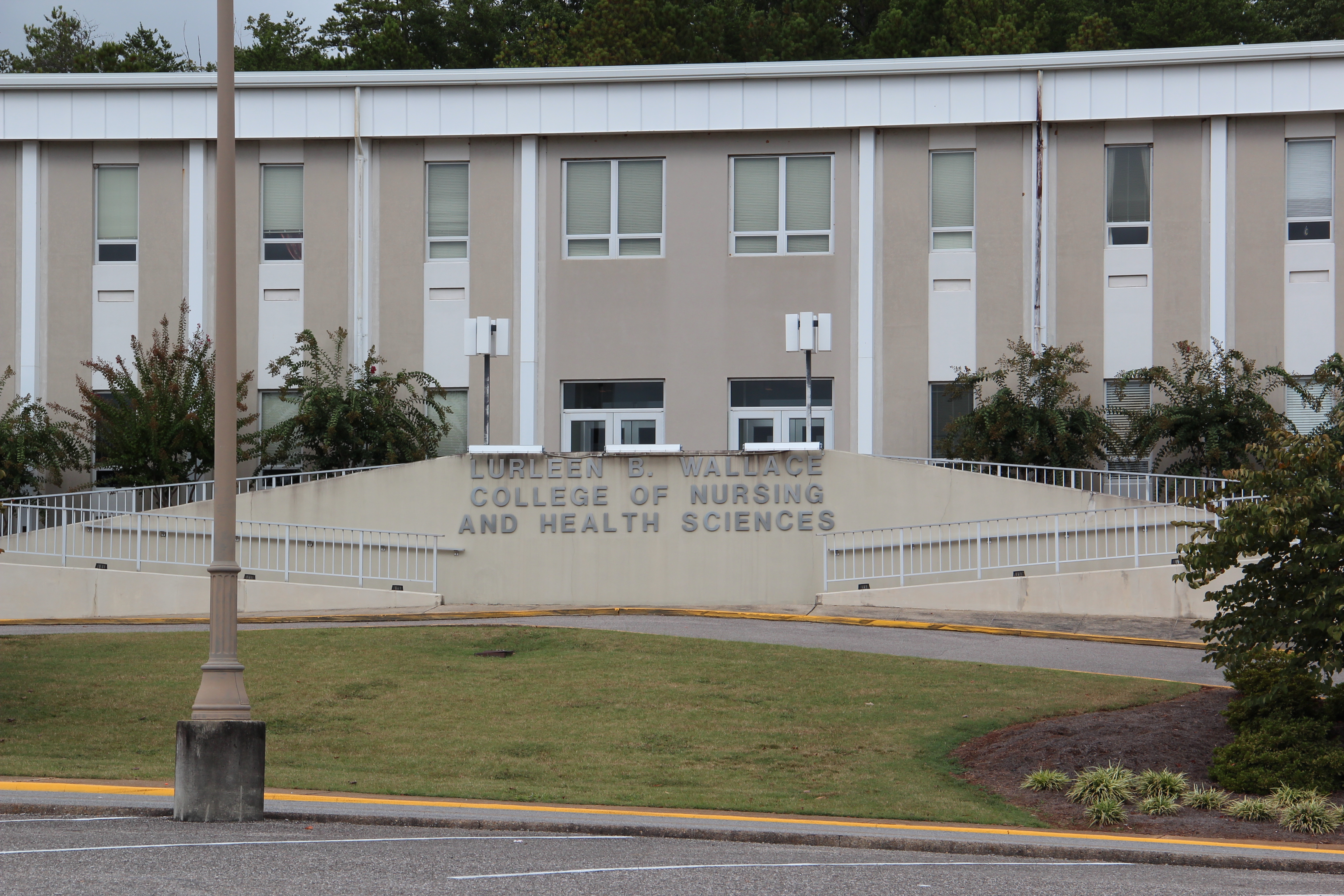
Jacksonville State University College of Nursing and Health Science (2015)

Die Jacksonville State University (auch JSU genannt) ist eine staatliche Universität in Jacksonville im US-Bundesstaat Alabama. Sie wurde 1883 als Jacksonville State Normal School gegründet. Seit 1967 trägt sie ihren heutigen Namen.

## Zahlen zu den Studierenden und den Mitarbeitern
Im Herbst 2021 waren 9.540 Studierende an der JSU eingeschrieben. Von den 9.238 Studierenden im Herbst 2020 strebten 7.747 (83,9 %) ihren ersten Studienabschluss an, sie waren also undergraduates. Von diesen waren 60 % weiblich und 40 % männlich; 1 % bezeichneten sich als asiatisch, 20 % als schwarz/afroamerikanisch, 0 % als Hispanic/Latino und 67 % als weiß. 1.491 (16,1 %) arbeiteten auf einen weiteren Abschluss hin, sie waren graduates. Die Universität zählt über 70.000 Personen zu ihren Ehemaligen (Alumni). 2021 hatte die JSU 348 akademische Mitarbeiter in Vollzeit und 98 in Teilzeit.
Im Jahr 2011 waren 9490 Studenten eingeschrieben.

## Sport
Die Sportteams der Jacksonville State University sind die Gamecocks. Die Hochschule ist Mitglied der Conference USA seit 1. Juli 2023.